# Trichostomum kanieriense
Trichostomum kanieriense là một loài rêu trong họ Pottiaceae. Loài này được R. Br. bis mô tả khoa học đầu tiên năm 1903.